# Josef Jungkind
Josef Jungkind (* 1884 in Heidelberg, Taurien, Russisches Kaiserreich; † nach 1935 in der Sowjetunion) war ein deutsch-russischer römisch-katholischer Geistlicher und Märtyrer.

## Leben
Josef Jungkind stammte aus einer schwarzmeerdeutschen Familie im Bistum Tiraspol. Er studierte Theologie am Priesterseminar Saratow und wurde circa 1910 zum Priester geweiht. Die Stationen seines seelsorglichen Wirkens waren Heidelberg (bei Tokmak, 1920), Selz, Karlsruhe, Nowo-Preobrashenka (bei Simferopol, ab 1930), Altaj-Nemezki (Ischimski rajon, Region Altai, ab 1932). Am 15. November 1934 wurde er festgenommen und am 11. Januar 1935 zu 7 Jahren Arbeitslager verurteilt. Seitdem ist er verschollen.

## Gedenken
Die Römisch-katholische Kirche in Deutschland nahm Pfarrer Josef Jungkind als Märtyrer in das deutsche Martyrologium des 20. Jahrhunderts auf.